# Хорсшу Бенд (Арканзас)
Хорсшу Бенд (енгл. Horseshoe Bend) град је у америчкој савезној држави Арканзас.

## Демографија
По попису из 2010. године број становника је 2.184, што је 94 (-4,1%) становника мање него 2000. године.
| Група             | 2000.         | 2010.         |
| Белци             | 2.203 (96,7%) | 2.073 (94,9%) |
| Афроамериканци    | 5 (0,2%)      | 2 (0,1%)      |
| Азијати           | 3 (0,1%)      | 3 (0,1%)      |
| Хиспаноамериканци | 28 (1,2%)     | 64 (2,9%)     |
| Укупно            | 2.278         | 2.184         |